# Виконт
Виконт (енгл. viscount, фр. vicomte; жен. виконтица, енгл. viscountess) је европска племићка титула, чији је ранг, изнад барона, а испод ерла (у Уједињеном Краљевству) или грофа (континенталног еквивалента).